# Miłość po sąsiedzku (południowokoreański serial telewizyjny)
Miłość po sąsiedzku (kor. 엄마친구아들) – południowokoreański serial telewizyjny, napisany przez Shin Ha-eun, wyreżyserowany przez Yoo Je-won, z udziałem Jung Hae-in i Jung So-min. Był emitowany na antenie tvN od 17 sierpnia do 6 października 2024 roku, w każdą sobotę i niedzielę o 21:20 (KST). Serial jest również dostępny do streamingu na platformie Netflix w wybranych regionach.

## Fabuła
Miłość po sąsiedzku to opowieść o kobiecie, która pragnie zmienić swoje życie, którego nie lubi, oraz o synu przyjaciółki jej matki, który zna zbyt wiele wstydliwych szczegółów z jej dzieciństwa.

## Obsada

### Główne role
- Jung Hae-in jako Choi Seung-hyo

- Jung So-min jako Bae Seok-ryu

- Kim Ji-eun jako Jeong Mo-eum
- Yoon Ji-on jako Kang Tae-oh

### Role drugoplanowe
- Park Ji-young jako Na Mi-sook
- Jo Han-chul jako Bae Geun-sik
- Jang Young-nam jako Seo Hye-sook
- Lee Seung-joon jako Choi Kyung-jong
- Jeon Seok-ho jako Yoon Myung-woo
- Kim Geum-soon jako Do Jae-sook
- Han Ye-ju jako Bang In-sook
- Lee Seung-hyub jako Bae Dong-jin
- Shim So-young jako Lee Seung-hyo
- Seo Ji-hye jako Jang Tae-Hui
- Lee Ji-hae jako Hwang Young-in
- Han Joon-woo jako Song Hyeon-jun
- Lee Si-hyung jako Park Jeong-woo

## Produkcja

### Rozwój projektu
W sierpniu 2023 roku serial został opracowany pod roboczym tytułem Mom's Friend's Son, reżyser Yoo Je-won oraz scenarzystka Shin Ha-eun, którzy wcześniej pracowali nad Hometown Cha-Cha-Cha (2021), ponownie współpracują przy tym serialu.

### Casting
W listopadzie 2023 roku Jung Hae-in i Jung So-min prowadzili rozmowy na temat głównych ról w dramacie. Obie agencje oświadczyły, że pozytywnie rozpatrują złożone oferty. W grudniu tego samego roku ogłoszono, że Jung Hae-in przyjął rolę Choi Seung-hyo. W styczniu 2024 roku Jung So-min potwierdziła swoją rolę jako Bae Seok-ryu. 8 marca 2024 roku Kim Ji-eun potwierdziła swój udział. 13 marca Yoon Ji-on również potwierdził swój występ, a pełna obsada dramatu została ogłoszona.

## Oglądalność
Źródło: Pomiar oglądalności przeprowadzony w całym kraju przez Nielsen Korea.
| Sezon | Numer odcinka | Numer odcinka | Numer odcinka | Numer odcinka | Numer odcinka | Numer odcinka | Numer odcinka | Numer odcinka | Numer odcinka | Numer odcinka | Numer odcinka | Numer odcinka | Numer odcinka | Numer odcinka | Numer odcinka | Numer odcinka | Średnia |
| Sezon | 1             | 2             | 3             | 4             | 5             | 6             | 7             | 8             | 9             | 10            | 11            | 12            | 13            | 14            | 15            | 16            | Średnia |
| ----- | ------------- | ------------- | ------------- | ------------- | ------------- | ------------- | ------------- | ------------- | ------------- | ------------- | ------------- | ------------- | ------------- | ------------- | ------------- | ------------- | ------- |
| 1     | 1.296         | 1.605         | 1.143         | 1.793         | 1.334         | 1.728         | 1.073         | 1.722         | 1.170         | 1.535         | 1.511         | 1.968         | 1.333         | 1.750         | 1.453         | 2.095         | 1.532   |

| No. | Pierwotna data emisji | Średni udział w widowni (Nielsen Korea) | Średni udział w widowni (Nielsen Korea) |
| No. | Pierwotna data emisji | Nationwide                              | Seul                                    |
| --- | --------------------- | --------------------------------------- | --------------------------------------- |
| 1 | 17 sierpnia 2024      | 4.899%                                  | 5.854%                                  |
| 2 | 18 sierpnia 2024      | 5.977%                                  | 6.656%                                  |
| 3 | 24 sierpnia 2024      | 4.276%                                  | 4.789%                                  |
| 4 | 25 sierpnia 2024      | 6.581%                                  | 7.233%                                  |
| 5 | 31 sierpnia 2024      | 4.760%                                  | 5.249%                                  |
| 6 | 1 września 2024       | 6.788%                                  | 7.627%                                  |
| 7 | 7 września 2024       | 3.978%                                  | 4.426%                                  |
| 8 | 8 września 2024       | 6.472%                                  | 7.489%                                  |
| 9 | 14 września 2024      | 4.545%                                  | 5.254%                                  |
| 10 | 15 września 2024      | 5.547%                                  | 5.678%                                  |
| 11 | 21 września 2024      | 5.981%                                  | 6.515%                                  |
| 12 | 22 września 2024      | 7.348%                                  | 8.270%                                  |
| 13 | 28 września 2024      | 5.410%                                  | 5.857%                                  |
| 14 | 29 września 2024      | 7.110%                                  | 8.179%                                  |
| 15 | 5 października 2024   | 6.065%                                  | 6.987%                                  |
| 16 | 6 października 2024   | 8.458%                                  | 9.469%                                  |
| Średnia | Średnia               | 5.887%                                  | 6.596%                                  |
| - W tabeli powyżej, niebieski liczby przedstawiają najniższe oceny, a czerwone liczby przedstawiają najwyższe oceny. - Ten serial był emitowany na kanale kablowym/płatnej telewizji, który zazwyczaj ma relatywnie mniejszą widownię w porównaniu do telewizji naziemnej/publicznych nadawców (KBS, SBS, MBC i EBS). |                       |                                         |                                         |